# Малий поперековий м'яз
Малий  поперековий  м’яз   (m.  psоas  minor)  непостійний (є у 60 % людей), має невелике коротке черевце і тонкий довгий сухожилок. Цей м’яз розташований на передній поверхні великого поперекового м’яза і зрощений з його фасцією.
Початок:  від  бічної  поверхні  тіл  XII  грудного і I поперекового хребців, а також від міжхребцевого диска між ними.
Прикріплення: до клубово-лобкового підвищення. Частина сполучнотканинних пучків сухожилка продовжується в клубову фасцію.
Функція: натягує клубову фасцію, згинає поперековий відділ хребта.
Кровопостачання: поперекові артерії.
Іннервація: м’язові гілки поперекового сплетення (L1 –L4).